# Gran Enciclopèdia Catalana
A Grande Enciclopèdia Catalana (GEC) é uma enciclopédia geral escrita em língua catalã. Recolhe alfabeticamente toda a classe de entradas históricas, geográficas, culturais etc. de todo mundo, vistas, quando se presta, com uma óptica catalã, e muito especialmente novas semelhantes do âmbito catalão. Também contém um amplo dicionário de léxico comum que foi revisto na primeira edição da obra por Ramon Aramon i Serra. Posteriormente, saíram diversas edições e volumes de apêndice e também possui uma versão digital. No ano 1991 foi galardoada com o Prêmio Creu de Sant Jordi.

## Edições e reimpressões
- Primeira edição: julho de 1969.
- Segunda edição: junho de 1986.
- Primera reimpresión: abril de 1988.
- Segunda reimpressão: março de 1989.
- Terceira reimpressão: junho de 1990.
- Quarta reimpressão (atualizada): fevereiro de 1992.
- Quinta reimpressão: setembro de 1992.
- Sexta reimpressão (atualizada): outubro de 1993.
- Sétima reimpressão (atualizada): julho de 1994.
- Oitava reimpressão (atualizada): janeiro de 1995.
- Novena reimpressão (atualizada): janeiro de 1996.
- Décima reimpressão (atualizada): maio de 1998.
- Décimo primeira reimpressão (atualizada): outubro de 2000.[1]